# Александро-Невска лавра
Александро-Невската лавра (на руски: Свя́то-Тро́ицкая Алекса́ндро-Не́вская ла́вра) е мъжки православен манастир в Санкт-Петербург.
Главен архитект на комплекса е швейцарецът Доменико Трезини.
Статут на лавра получава през 1797 г.

## Погребани в храма
- Александър Бородин
- Александър Невски
- Александър Суворов
- Алексей Корзухин
- Леонард Ойлер
- Михаил Авилов
- Михаил Глинка
- Михаил Ломоносов
- Михаил Сперански
- Фьодор Достоевски
- Владимир Доброволски